# Soplówkowate
Soplówkowate (Hericiaceae Donk) – rodzina grzybów z rzędu gołąbkowców (Russulales).

## Charakterystyka
Rodzina Hericiaceae zawiera gatunki grzybów saprofitycznych i pasożytniczych, żyjących na drewnie drzew liściastych i iglastych. Bazydiokarp klawarioidalny lub siedzący, często rozgałęziony ze zwisającymi kolcami, białawy lub jaskrawo ubarwiony. Trama miękka, biaława. System strzępkowy monomityczny. Strzępki często pękate, zwykle ze sprzążkami. Zazwyczaj liczne są strzępki gleocystydialne i gleocystydy, cystyd brak. Bazydiospory szkliste, cienkie do nieco grubościennych, kuliste do elipsoidalnych, małe, amyloidalne.

## Systematyka
Pozycja w klasyfikacji według Index Fungorum: Hericiaceae, Russulales, Incertae sedis, Agaricomycetes, Agaricomycotina, Basidiomycota, Fungi
Według Index Fungorum bazującego na Dictionary of the Fungi do rodziny Hericiaceae należą rodzaje:
- Dentipellicula Y.C. Dai & L.W. Zhou 2013
- Dentipellis Donk 1962 – ząbczak
- Hericium Pers. 1794 – soplówka
- Laxitextum Lentz 1956 – skórnikówka
- Pseudowrightoporia Y.C. Dai, Jia J. Chen & B.K. Cui 2015
- Wrightoporiopsis Y.C. Dai, Jia J. Chen & B.K. Cui 2015

Polskie nazwy na podstawie pracy Władysława Wojewody z 2003 r.